# Nokia N76
Nokia N76 — мультимедийный смартфон для работы в 3G-сетях в форм-факторе раскладушка. Разработан компанией Nokia. Был представлен в январе 2007 года на выставке CES 2007 в Лас-Вегасе и был запущен на рынок 5 мая 2007 года по цене € 390. В телефоне есть 3G, FM-радио, Wi-Fi, цифровая фотокамера 2 Мп, 2 экрана, операционная система Symbian OS 9.2. С обновлением V 30.0.015.

## Особенности
- ОС: Symbian OS 9.2, S60 3rd Edition, с пакетом обновления
- Процессор: Freescale ARM 11; 369MHz.
- GSM / EDGE / 3G
- 106,5 × 13,7 × 52 мм
- 115 грамм
- Экран 2,4-дюймовый 240 × 320 пикселей
- 700 мАч батарея
- Тыловая камера 2-мегапикселя со светодиодной вспышкой
- Фронтальная камера 0,3 мегапикселя
- Bluetooth
- FM-радио